# Zehneria racemosa
Zehneria racemosa là một loài thực vật có hoa trong họ Cucurbitaceae. Loài này được Hook.f. miêu tả khoa học đầu tiên năm 1871.